# مايبيل كارتر
مايبيل (أو الأم مايبيل) كارتر (بالإنجليزية: Maybelle Carter)‏ (اسمها قبل الزواج أدينغتون، 10 مايو 1909 – 23 أكتوبر 1978) هي مغنية كانتري أمريكية راحلة. عرفت بكونها عضوة في عائلة كارتر الموسيقية التي كانت رائدة في موسيقى الكانتري في عشرينيات وثلاثينيات القرن العشرين.

## السيرة
ولدت مايبيل أدينغتون في 10 مايو 1909 في مدينة نيكلسفيل، فيرجينيا. وكانت ابنة مارغريت إليزابيث أدينغتون (اسمها قبل الزواج كيلغور؛ 1879 – 1960) وهيو جاكسون أدينغتون (1877 – 1929). تزعم الأسرة أنها تنحدر من رئيس الوزراء البريطاني السابق هنري أدينغتون.
تزوجت مايبيل من عزرا كارتر في 13 مارس 1926. أنجب الزوجان ثلاث بنات، هيلين وجون وأنيتا.
كانت عضوة في عائلة كارتر الأصلية التي تشكلت في عام 1927 على يد صهرها، أ. ب. كارتر، والذي كان أيضا متزوجا من ابنة عمها، سارة كارتر، التي كانت أيضا جزءا من الثلاثي. كانت عائلة كارتر واحدة من أولى مجموعات موسيقى الكانتري في البلاد. عزفت مايبيل علي الأوتوهارب والبانجو بالإضافة إلى كونها عازفة الجيتار في المجموعة، وقدمت صوتا فريدا للمجموعة في العزف على الجيتار، حيث استخدمت إبهامها في لعب اللحن على الأوتار الجهيرة والوسطى، والسبابة لملء الإيقاع. ورغم أن مايبيل نفسها تعلمت هذه التقنية من عازف جيتار أسود يدعى ليزلي ريدل،  إلا أن الأسلوب أصبح معروفا باسم «نقر كارتر»، ما يدل على الدور المحوري للمجموعة في تعميم الأسلوب.
كانت تحظى باحترام واسع من قبل مجموعة غراند أول أوبري في أوائل الخمسينات من القرن العشرين، وأقامت الجولات مع بناتها خلال الخمسينات والستينات باسم «الأم مايبيل والأخوات كارتر» ولكن بعد وفاة أيه بي كارتر في عام 1960، أعادت المجموعة استخدام اسم «عائلة كارتر»، وغالبا ما كان يرافقها جوني كاش (الذي تزوج ابنتها جون في عام 1968)؛ وظهرت المجموعة بشكل منتظم في برنامج كاش الأسبوعي بين عامي 1969–71. عادت مايبيل لفترة وجيزة مع قريبتها سارة خلال موجة الموسيقى الشعبية في الستينيات، وكانت سارا تغنى بشكل رئيسي وكانت مايبيل ترافقها في الغناء المتجانس.
أصدرت مايبيل تسجيلات فردية من حين لآخر خلال الستينيات والسبعينيات، وأغلبها كانت ألبومات كاملة الطول. وصل آخر ألبوماتها، وكان عبارة عن تسجيل من اسطوانتين على كولومبيا ريكوردز، للمركز الأول على قائمة بيلبورد لألبومات الكانتري الأكثر مبيعا في عام 1973 عندما كانت في الرابعة والستين من العمر. كما ظهرت مايبيل في تسجيل فرقة نيتي غريتي ديرت باند لأغنية Will the Circle be Unbroken على ألبومهم بنفس الاسم عام 1972.
توفيت مايبيل كارتر في عام 1978 بعد بضع سنوات من تدهور صحتها، وتم دفنها بجانب زوجها عزرا في هندرسونفيل ميموري جاردنز في مدينة هندرسونفيل في تينيسي. تم دفن بناتها الثلاث في مكان قريب في نفس المقبرة.

## الإرث

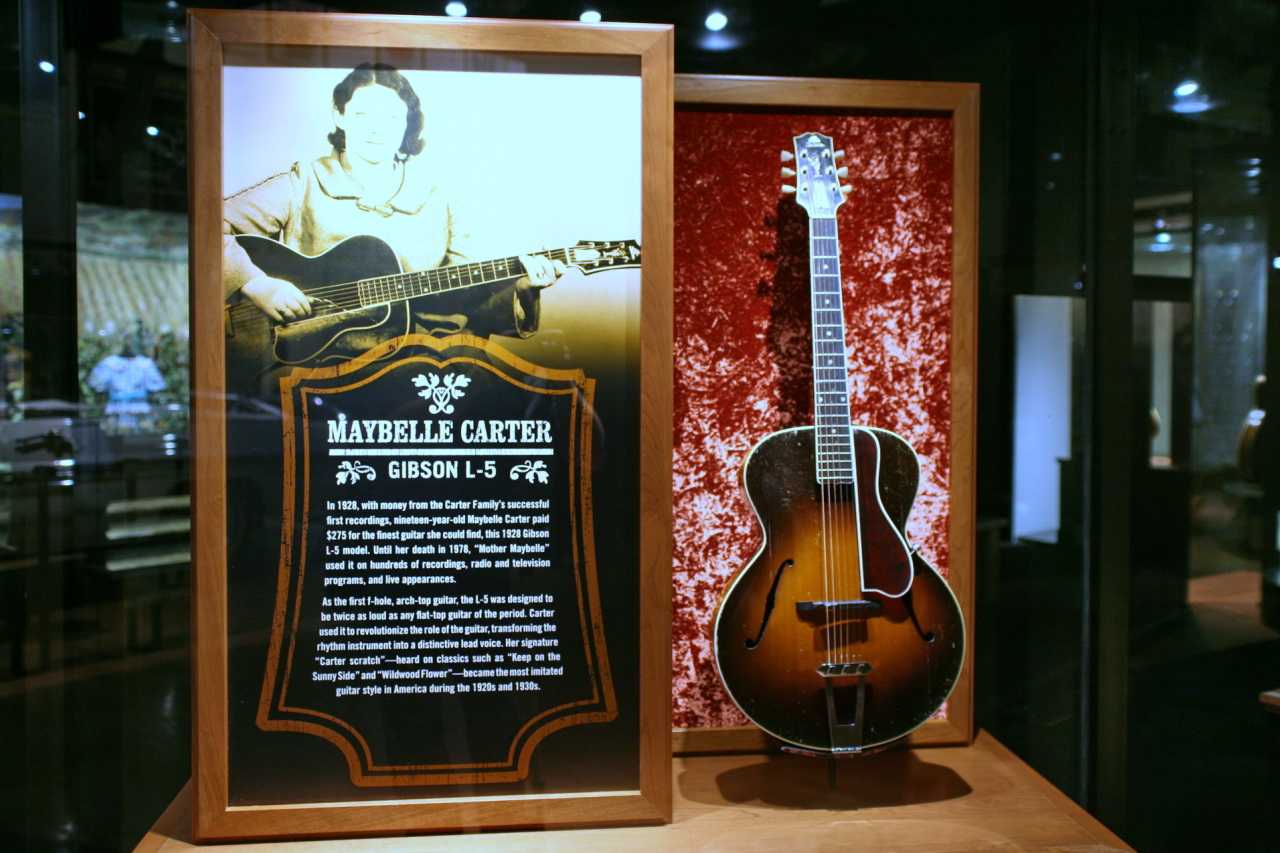
جيتار غيبسون الذي استخدمته مايبيل كارتر، ترافقه صورة لها في قاعة مشاهير موسيقى الكانتري

تم إدخال كارتر كجزء من عائلة كارتر في قاعة مشاهير موسيقى الكانتري في عام 1970.
في عام 1993، ظهرت صورتها على طابع بريد أمريكي يكرم عائلة كارتر. في عام 2001، تم إدخالها في قاعة الشرف الدولية لموسيق البلوغراس. واحتلت المرتبة الثامنة لبين أعظم 40 امرأة في موسيقى الكانتري في استفتاء تلفزيون CMT عام 2002. وفي عام 2005، أدت دورها ساندرا إليس لافرتي في فيلم «السير على الخط» عن سيرة جوني كاش.
كانت مايبيل محور أغنية حفيدتها كارلين كارتر في أغنية "Me and the Wildwood Rose" عام 1990. كما كان موتها موضوع أغنية «دموع في نهر هولستون» لجوني كاش.
في عام 2010، سمّت جامعة ليبسكومب في ناشفيل المسرح في قاعة كولينز عليها.
أدرج بيت أيه بي وسارا كارتر، وكذلك منزل طفولة أي بي كارتر ومتجره، ومنزل مايبيل وعزرا كارتر، في السجل الوطني للأماكن التاريخية.
في عام 2007 تم تكريم كارتر في فرجينيا كواحدة من «نساء فيرجينيا في التاريخ» بفضل مسيرتها الموسيقية.

## ألبومات منفردة
| السنة | ألبوم                             | العلامة            |
| ----- | --------------------------------- | ------------------ |
| 1960  | Mother Maybelle Carter            | Ambassador Records |
| 1963  | Mother Maybelle and Her Autoharp  | Smash Records      |
| 1963  | Pickin' and Singin'               |                    |
| 1964  | Queen of the Autoharp             | كاب ‏               |
| 1965  | A Living Legend''Columbia Records |                    |
| 1973  | Mother Maybelle Carter            |                    |

## وصلات خارجية
- مايبيل كارتر على موقع IMDb (الإنجليزية)
- مايبيل كارتر على موقع الموسوعة البريطانية (الإنجليزية)
- مايبيل كارتر على موقع الموسوعة البريطانية (الإنجليزية)
- مايبيل كارتر على موقع ميوزك برينز (الإنجليزية)
- مايبيل كارتر على موقع ديسكوغز (الإنجليزية)
- مايبيل كارتر على موقع فايند أغريف
- Carter's biography at the Library of Virginia